# جهش‌یافته‌های جدید
جهش‌یافته‌های جدید (به انگلیسی: The New Mutants) یک گروه ابرقهرمان نوجوان جهش‌یافته در حال آموزش که در کتاب‌های کامیک آمریکایی منتشر شده توسط شرکت مارول کامیکس حضور دارند. آن‌ها به عنوان شخصیت‌های اصلی سه مجموعه متوالی کتاب کامیک محسوب شده‌اند که مشتقات فرنچایز مردان ایکس به‌شمار می‌رود.
شخصیت‌های اولین تیم جهش‌یافته‌های جدید توسط کریس کلیرمونت و باب مک‌لئود خلق شده‌اند. آن‌ها برای اولین بار در سال ۱۹۸۲ و شمارهٔ ۴ رمان گرافیکی مارول معرفی شدند. همانند عنوان مادری خود، جهش‌یافته‌های جدید تمرکز بر نبردهای فردی و گروهی، و همچنین اکشن و ماجراجویی و متشکل از شخصیت‌های فراوانی است که از جمله آن می‌توان به معرفی شخصیت ددپول اشاره کرد. با به پایان رسیدن اولین مجموعه، شخصیت‌ها مجدداً مجموعه‌ای جدید با عنوان ایکس-فکتور را راه‌اندازی کردند. دومین مجموعه از جهش‌یافته‌های جدید در سال ۲۰۰۳ منتشر شد و شامل گروه جدیدی از جهش‌یافته‌های نوجوان بود. اما بر خلاف مجموعهٔ اولیه، بخش زیادی از آن‌ها دانش‌آموزان مدرسهٔ جهش یافته‌های اگزاویه بودند. سومین مجموعه جهش‌یافته‌های جدید نیز از پیوستن بیشتر اعضای اولین تیم در مه ۲۰۰۹ انتشار یافت.
فیلمی سینمایی به همین نام بر اساس این گروه ساخته شده‌است که در ۲۶ اوت ۲۰۲۰ اکران شد.